# Turbo Boost
Turbo Boost (англ. Turbo Boost, от лат. turbo — вихрь, и англ. boost — повышение) — технология компании Intel для автоматического увеличения тактовой частоты процессора свыше номинальной, если при этом не превышаются ограничения мощности, температуры и тока в составе расчётной мощности (TDP). Это приводит к увеличению производительности однопоточных и многопоточных приложений. Фактически, это технология «саморазгона» процессора.
Доступность технологии Turbo Boost не зависит от количества активных ядер, однако зависит от наличия одного или нескольких ядер, работающих с мощностью ниже расчётной. Время работы системы в режиме Turbo Boost зависит от рабочей нагрузки, условий эксплуатации и конструкции платформы.
Технология Intel Turbo Boost обычно включена по умолчанию в одном из меню BIOS.

## Примеры
Core i5-760. Базовая частота процессора: 2,80 ГГц. Базовая частота тактового генератора (BCLK) ≃ 133,33 МГц. Turbo Boost обозначается как: 1/1/4/4. Первое число обозначает, на сколько базовых шагов может повыситься частота 4 ядер процессора при полной нагрузке на них, второе — для трех ядер, третье — для двух ядер, четвёртое — для одного активного ядра. С учетом температуры и энергопотребления процессор может увеличивать частоту ядер с шагом ≃ 133,33 МГц:
```
С 4 активными ядрами: от 2,8
 
ГГц ———> 2800 + 1 × 133,33 = 2800 + 133,33 ≃ 2933 МГц
С 3 активными ядрами: от 2,8
 
ГГц ———> 2800 + 1 × 133,33 = 2800 + 133,33 ≃ 2933 МГц
С 2 активными ядрами: от 2,8
 
ГГц ———> 2800 + 4 × 133,33 = 2800 + 533,33 = 3333 МГц
С 1 активным   ядром: от 2,8
 
ГГц ———> 2800 + 4 × 133,33 = 2800 + 533,33 = 3333 МГц
```

Core i5-2500. Базовая частота процессора: 3,30 ГГц. Базовая частота тактового генератора (BCLK) = 100 МГц. Turbo Boost обозначается: 1/2/3/4.
```
С 4 активными ядрами: от 3,3
 
ГГц ———> 3300 + 1 × 100 = 3300 + 100 = 3400 МГц
С 3 активными ядрами: от 3,3
 
ГГц ———> 3300 + 2 × 100 = 3300 + 200 = 3500 МГц
С 2 активными ядрами: от 3,3
 
ГГц ———> 3300 + 3 × 100 = 3300 + 300 = 3600 МГц
С 1 активным   ядром: от 3,3
 
ГГц ——–> 3300 + 4 × 100 = 3300 + 400 = 3700 МГц

Применимо для: Core™ i7 и Core™ i5. (LGA1156,  LGA1366, LGA1155, LGA1150)
```

Также используется в оперативной памяти и GPU (видеопамять) — позволяет задействовать дополнительный объём памяти в случае нехватки основной, работает напрямую от процессора с расчетом стабилизации мощности, температуры и требуемой мощности теплоотведения (TDP). Используется автоматически самой системой, включена по умолчанию в BIOS в зависимости от материнской платы. Воздействие резервного ресурса возможно при стабильной работе системы, при нарушении допустимых норм резервный ресурс недоступен.
Применимо в компаниях: nVidia, Intel, Alliance Logic, ASPEED Technology Inc, 3D Labs.